# شیگنوبو ناکامورا
شیگنوبو ناکامورا (انگلیسی: Shigenobu Nakamura؛ زادهٔ ۱ ژانویهٔ ۱۹۵۰) آهنگساز، مربی موسیقی، و رهبر (موسیقی) اهل ژاپن است.